# Calamity Jane, lettres à sa fille
Cet article possède un paronyme, voir Calamity Jane (homonymie).
Calamity Jane, lettres à sa fille est un recueil épistolaire qui regroupe vingt-cinq lettres que Calamity Jane aurait écrites à sa fille pendant sa vie dans le Far West.

## Première diffusion
Les lettres apparaissent pour la première fois en 1941, lorsque Jane Hickok Burkhardt Mc Cormick (du nom de son 3e mari) les lit à la radio à l'occasion de la fête des mères, en se présentant elle-même comme la fille de Calamity Jane. On croyait ensuite les lettres manuscrites perdues, mais à la mort de Jane Hickock en 1951, le musée dans lequel elle travaillait les retrouve et les conserve. Lorsque le musée ferme, la propriétaire du musée les conserve à son tour, jusqu'à ce que le Français Grégory Monro récupère le manuscrit pour le rapporter en France.
Ces lettres s'étalent sur vingt-cinq ans (du 25 septembre 1877 au mois de juin 1902). Calamity Jane aurait toujours voulu garder le contact avec sa fille, alors même qu'elle ne les aurait jamais envoyées.
Selon ces lettres (la première et la treizième), Jane Hickok Burkhardt Mc Cormick naquit le 25 septembre 1873 de Calamity Jane et Wild Bill Hickok (James Butler Hickok). Elle fut confiée par sa mère à un couple d'origine anglaise, Jim O'Neil et son épouse. Jim O'Neil reçut les lettres de Calamity Jane avant sa mort, en 1912, et les remit à Jane Hickok. Son acte de naissance était inscrit sur une page de la Bible.

## Doutes sur l'authenticité
Ces lettres apportent quelques informations sur la vie de Calamity Jane, notamment sur cette relation avec Hickok, qui n'avait jamais été rapportée auparavant. Mais leur authenticité est sérieusement remise en question, comme le note Laure Noël : « Certes, peu d'historiens américains pensent que ces lettres ont été écrites par Calamity Jane, estimant qu'elle était de toute manière analphabète. ». Ainsi, la plupart des travaux sérieux et récents - et surtout américains - concluent au canular : elles auraient été écrites par une femme voulant se faire passer pour la fille de Calamity Jane.
J. Leonard Jennewein, dans son livre Calamity Jane of the Western Trails (1953) écrit :

« We buy no stock in the Calamity Jane-Wild Bill corporation. We believe that Calamity Jane and Wild Bill were never married, that they never even suffered an attachment, that Jean Hickok McCormick was the daughter of neither, and that the marriage certificate, the Diary, the letters, and everything else in the package is a hoax from start to finish. »

« Nous ne croyons pas du tout au couple Calamity Jane - Wild Bill. Nous pensons qu'ils n'ont jamais été mariés, qu'ils n'ont même jamais été liés, que Jean Hickok McCormick n'était la fille d'aucun d'entre eux, et que le certificat de mariage, le journal, les lettres et tout le reste sont un canular du début à la fin. »

James D. McLaird dans Calamity Jane, the Woman and the Legend (2005), arrive aux mêmes conclusions.
À l'inverse, la commentatrice française Laure Noël, qui admet qu'aucune analyse ne prouve de façon irréfutable l'authenticité des lettres, estime malgré tout qu'« il n'y a aucun doute que [Calamity Jane] aurait pu [les] écrire ».

## Calamity Jane, une source d'inspiration
Authentiques ou non, ces lettres ont inspiré des œuvres. Calamity Jane, Lettres à sa fille a été mise en scène au théâtre. 
La compositrice Libby Larsen a mis en musique certaines lettres dans un cycle de chansons intitulé Songs From Letters. Le compositeur Benjamin Burwell Johnston, Jr. s'en est aussi inspiré pour son œuvre Calamity Jane to Her Daughter.
L'album La Ballade de Calamity Jane d'Alain Bashung, Chloé Mons et Rodolphe Burger s'appuie également sur ces lettres ; de même que la chanson Calamity Jane figurant dans l'album Le sentiment est bleu de la chanteuse Eskelina (sv).